# Hôpital René-Huguenin
Hôpital René-Huguenin este un spital didactic din Saint-Cloud. Face parte din Institut Curie și este un spital didactic al Universitatea Versailles.
A fost creat în 2010.